# Observatorio de Kvistaberg
El Observatorio de Kvistaberg (en sueco Kvistabergs observatorium), fue un observatorio astronómico sueco perteneciente al Departamento de Física y Astronomía de la Universidad de Upsala. Está situado entre Upsala y Estocolmo, a casi la misma distancia de las dos ciudades.

## Historia

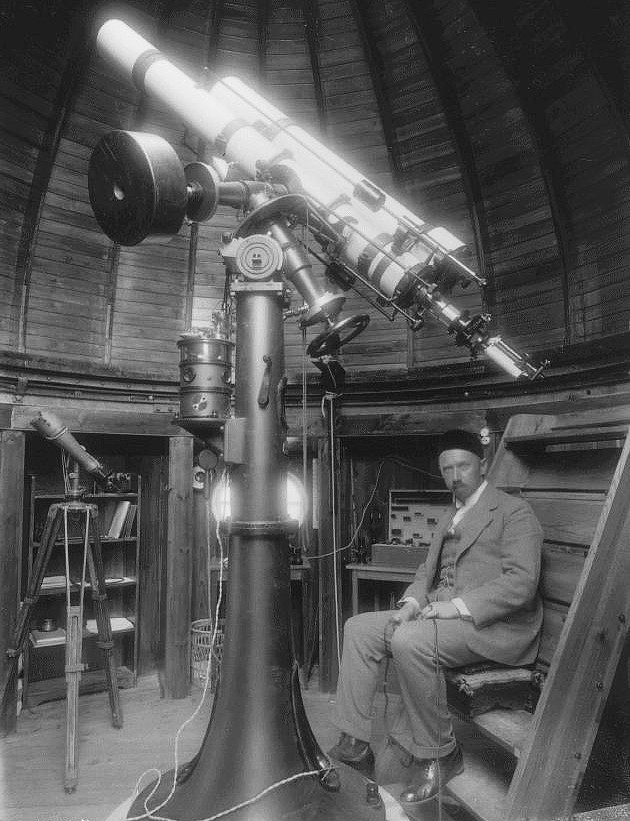
Nils Tamm en el observatorio (1919)

El observatorio fue el resultado de una donación en 1944 de Nils Tamm, un artista que había estudiado astronomía en su juventud con Nils Christoffer Dunér y Östen Bergstrand en Upsala. Tamm lo mantuvo como astrónomo aficionado a lo largo de su vida. A través de la gestión de los profesores Åke Wallenquist y Gunnar Malmquist, el Observatorio de Upsala fue equipado con un gran telescopio Schmidt (100/135/300 cm) en 1963. Wallenquist se convirtió en el primer director del Observatorio (1948-1970) y fue sucedido por Tarmo Oja (1970-1999) y más tarde por Claes-Ingvar Lagerkvist (1999-2007).
Alrededor de 2004, la universidad de Uppsala decidió suspender la investigación activa en el observatorio. La propiedad fue vendida al municipio de Upplands-Bro, donde se encuentra Kvistaberg. Las cúpulas y telescopios son ahora parte de un museo, que fue inaugurado en 2009.

## Fotografías

Observatorio
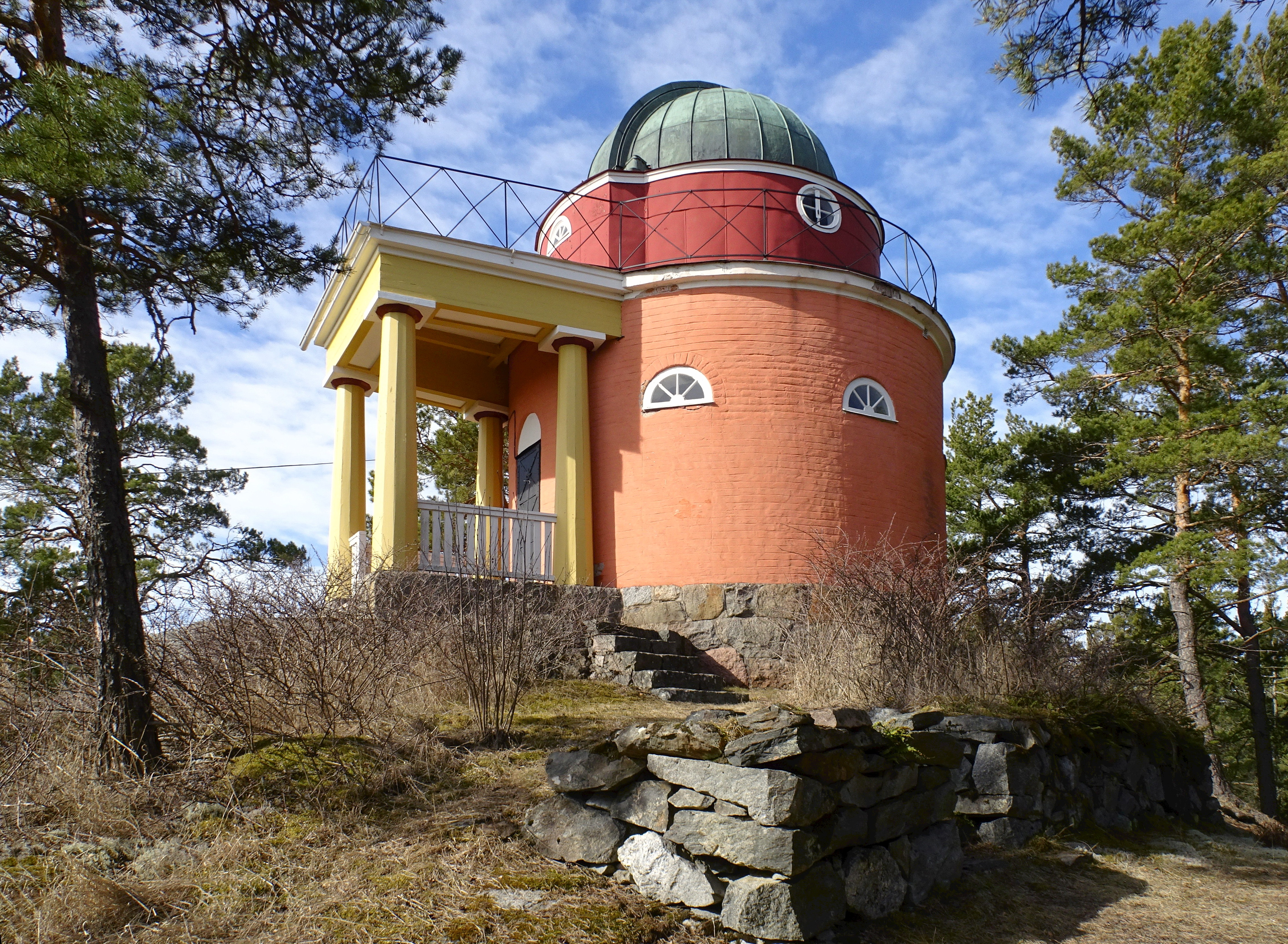
Domo original (1919)
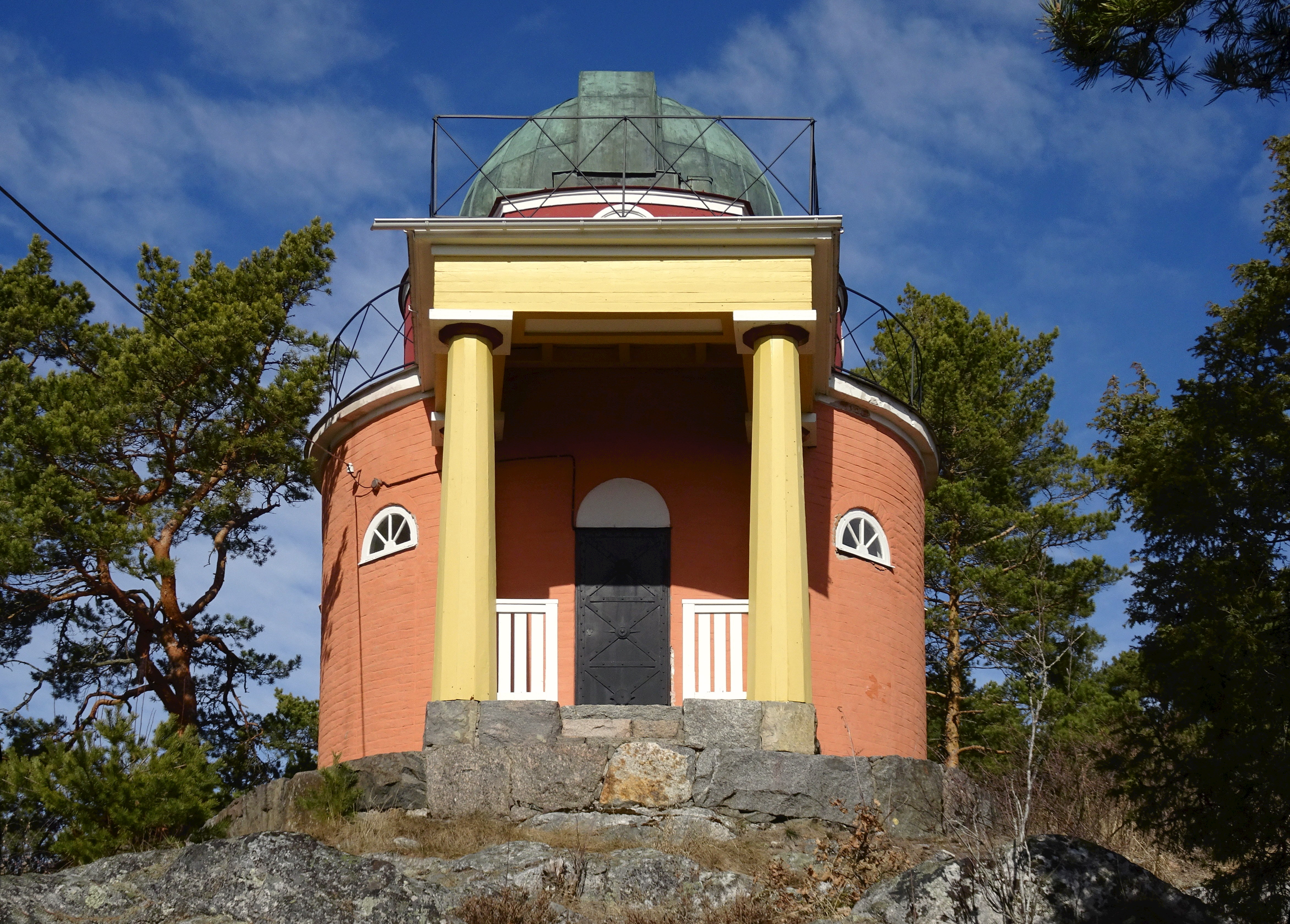
Otra imagen del domo de 1919
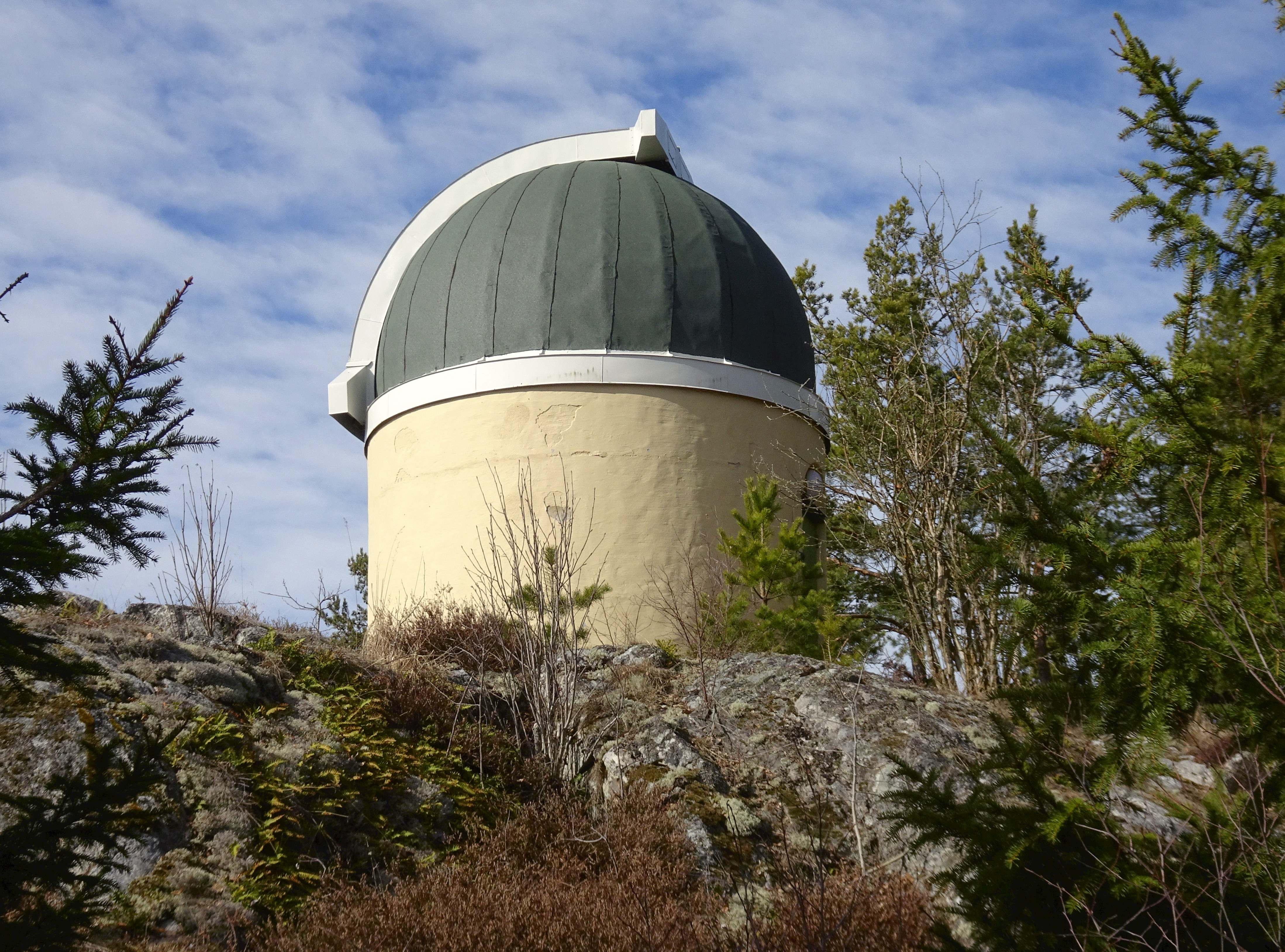
Domo de 1944
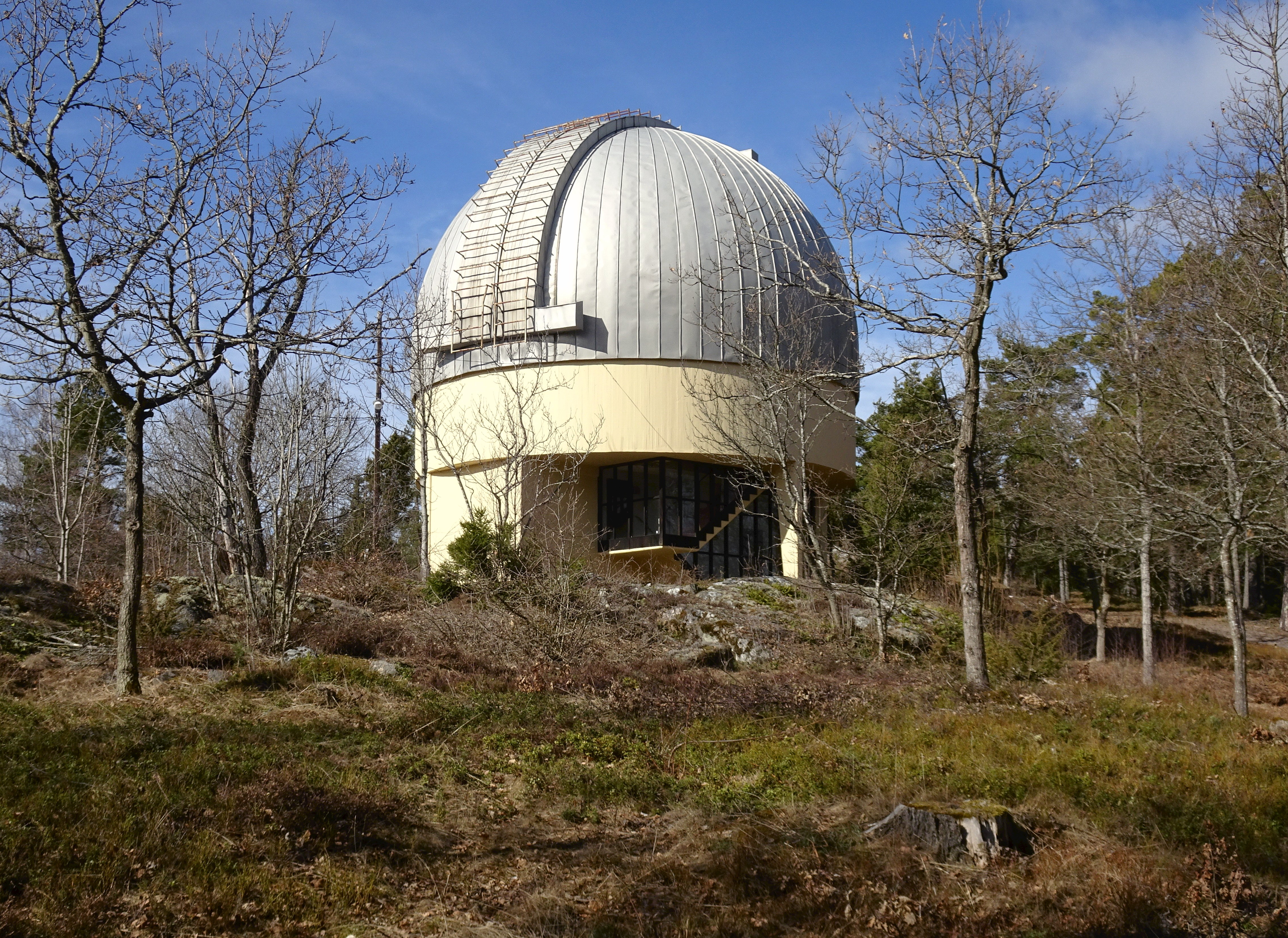
Domo de 1963